# Taktičko nuklearno oružje
Taktičko nuklearno oružje, nuklearno oružje (NO) ograničene jačine namijenjeno uporabi na manjem području, najčešće bojnom polju. Suprotnost je strateškom nuklearnom oružju koje se koristi za uništavanje velikih površina.
Narasle tehničke mogućnosti, a s druge spoznaja o katastrofalnim posljedicama nuklearnog sukoba za sve strane, pokrenule su razvoj bojnih glava malih i vrlo malih snaga iz čega su nastala taktička nuklearna oružja.
Razvoj taktičko-nuklearnog oružja u Sjedinjenim Državama u početku je bio političke naravi; smanjiti što je više moguće snagu NO tako da ona bude jednaka snazi konvencionalnog oružja, uz istodobno smanjenje dimenzija samih bombi što bi omogućilo njihovo ispaljivanje iz taktičkih topničkih sustava. Time bi se mogla, vjerovalo se, legalizirati njihova uporaba na taktičkoj razini. Vrlo brzo se uvidjela i njihova taktička prednost, posebice na području ratovanja protiv brojčano nadmoćnih oklopnih snaga Varšavskog pakta.
Bivši Sovjetski Savez u početku takvom oružju nije posvećivao puno pozornosti pa je u njegov razvoj krenuo tek puno kasnije, kada je uočio sve prednosti takvog oružja.